# Clodoaldo de Oliveira
Clodoaldo de Oliveira mais conhecido como Ernestina (Ernestina, 19 de março de 1974), é um ex-futebolista brasileiro que atuava como meia. Atuou por diversos times do Brasil e obteve grande destaque em Hong Kong atuando pelo Happy Valley, aonde foi quatro vezes artilheiro de competições nacionais, duas delas na Liga da Primeira Divisão de Hong Kong.

## Títulos
Happy Valley
- Campeão de Hong Kong: 2005–06